# Winning Colors (häst)
Winning Colors, född 14 mars 1985, död 17 februari 2008, var ett engelskt fullblod, mest känd för att ha segrat i Kentucky Derby (1988). 

## Bakgrund
Winning Colors var ett gråskimmelsto (även om hon var registrerad som konstantskimmel) efter Caro och under All Rainbows (efter Bold Hour). Winning Colors föddes upp av Echo Valley Farm och ägdes av Eugene V. Klein. Hon tränades under tävlingskarriären av D. Wayne Lukas och reds av Gary Stevens.
Winning Colors tävlade mellan 1987 och 1989, och sprang totalt in 1 526 837 dollar på 19 starter, varav 8 segrar, 3 andraplatser och 1 tredjeplats. Hon tog karriärens största seger i Kentucky Derby (1988). Hon segrade även i Santa Anita Oaks (1988), Santa Anita Derby (1988) och Turfway Breeders' Cup Stakes (1989).

## Karriär
Som tvååring segrade Winning Colors i de båda starter hon gjorde.
Under våren 1988, segrade hon i Santa Anita Derby, där hon besegrade jämnåriga hingstar med 7½ längd. Hon startade även i Kentucky Derby, där hon mötte ett fantastiskt fält av hingstar inklusive Risen Star, Seeking the Gold, Forty Niner, Regal Classic och delfavoriten Private Terms. Winning Colors tog snabbt ledningen, något hon brukade göra. Forty Niner gjorde ett försök att spurta om på upploppet, men Winning Colors lyckades hålla undan med en hals.
I Preakness Stakes, det andra löpet i amerikanska Triple Crown, slutade Winning Colors trea efter Risen Star, som även vann Belmont Stakes med femton längder, medan Winning Colors slutade oplacerad.
Hösten 1988 slutade Winning Colors tvåa efter stoet Personal Ensign i Maskette Stakes. De två stona möttes sedan i Breeders' Cup Distaff på Churchill Downs. Winning Colors hade ledningen med 10 yards kvar när Personal Ensign, som hade fått kämpa under hela loppet på grund av en tung bana, kontrade och segrade med minsta möjliga marginal.
Som fyraåring 1989 tog Winning Colors två segrar på sju starter, trots att hennes fyraåringssäsong kantades av andningssvårigheter och operationer.

### Utmärkelser
Winning Colors röstades fram till 1988 års Eclipse Award for Outstanding 3-Year-Old Filly. År 2000 valdes Winning Colors in i National Museum of Racing and Hall of Fame.

### Som avelssto
Som avelssto producerade Winning Colors tio föl, varav sex vinnare. Winning Colors avlivades 17 februari 2008, vid 23 års ålder efter komplikationer från kolik. Hon är begravd på Greentree Farm, en division av Gainesway Farm nära Lexington, Kentucky.